# Солунски конгрес на ВМОРО (1896)
Вижте пояснителната страница за други значения на Солунски конгрес на ВМОРО.
Солунският конгрес на революционната организация в Македония и Одринско се провежда в град Солун в първите дни на август 1896 година. Свиква се поради нуждата от разрешаване на някои проблеми свързани с действията на организацията. На конгреса за първи път вземат участие всички видни дейци на организацията.

## Участници
| №   | Име               | Представител на | Бележка                             |
| --- | ----------------- | --------------- | ----------------------------------- |
| 1.  | Гоце Делчев       | Щип(?)          | учител                              |
| 2.  | Даме Груев        | Солун           | училищен инспектор                  |
| 3.  | Христо Татарчев   | Солун           | лекар                               |
| 4.  | Антон Димитров    | Солун           | учител                              |
| 5.  | Гьорче Петров     | Солун           | училищен инспектор                  |
| 6.  | Иван Хаджиниколов | Солун           | книжар                              |
| 7.  | Петър Попарсов    | Солун           | учител                              |
| 8.  | Пере Тошев        | Битоля          | учител                              |
| 9.  | Христо Коцев      | Одрин           | учител                              |
| 10. | Кирил Пърличев    | Воден           | директор на прогимназията           |
| 11. | Христо Матов      | Скопие          | директор на педагогическото училище |

## Решения
Конгресът е председателстван от Христо Татарчев. На този конгрес се взима решение за промяна на името на организацията на “Тайна македоно-одринска революционна организация“ (ТМОРО). Разширяването на революционната дейност също така подтиква делегатите да направят ново организационно разделение. Така са формирани седем революционни окръга: Солунски, Битолски, Скопски, Щипски, Одрински, Струмишки, Серски и Охридски. При това по-специален характер придобиват Прилепският и Цариградският революционен район, които получават правото директно да общуват с Централния комитет. Променено е изискването на първия устав на организацията от началото на 1894 година, когато в нея да имат право да членуват само българи. Гоце Делчев и Гьорче Петров налагат левичарското схващане, според което се допуска членство на всички македонци и одринци, приемащи идеята за автономия на двете области, без разлика на тяхната националност.
На Гоце Делчев и Гьорче Петров е възложено да изготвят новия устав на организацията, и първият са определени в рамките на следващите няколко месеца за задгранични представители в София.  Гоце Делчев – от края на 1896, а Гьорче Петров – от март 1897 година, като новият устав е изготвен и отпечатан в София през 1897 година.